# ロシアのファーストレディ
ロシアのファーストレディは、大統領夫人の非公式な称号で、非常に儀礼的な存在である。現在は、現職のウラジーミル・プーチン大統領とリュドミラ・プーチナが離婚したことにより不在となっている。

## ファーストレディの一覧
| 代 | 画像                | 名                               | 結婚           | 在任期間       | 在任期間       | 大統領                          |
| -- | ------------------- | -------------------------------- | -------------- | -------------- | -------------- | ------------------------------- |
| 1  |                     | ナイーナ・エリツィナ             | 1956年9月28日  | 1991年7月10日  | 1999年12月31日 | ボリス・エリツィン              |
| 2  | Lyudmila with Putin | リュドミラ・プーチナ             | 1983年7月28日  | 1999年12月31日 | 2000年5月7日   | ウラジーミル・プーチン （代行） |
| 2  | Lyudmila with Putin | リュドミラ・プーチナ             | 1983年7月28日  | 2000年5月7日   | 2008年5月7日   | ウラジーミル・プーチン          |
| 3  |                     | スヴェトラーナ・メドヴェージェワ | 1993年12月24日 | 2008年5月7日   | 2012年5月7日   | ドミートリー・メドヴェージェフ  |
| 4  |                     | リュドミラ・プーチナ             | 1983年7月28日  | 2012年5月7日   | 2013年6月6日   | ウラジーミル・プーチン          |
| –  | 不在                | 不在                             | 不在           | 2013年6月6日   | 現在           | ウラジーミル・プーチン          |